# Liste der Monuments historiques in Floing
Die Liste der Monuments historiques in Floing führt die Monuments historiques in der französischen Gemeinde Floing auf.

## Liste der Immobilien
| Bezeichnung    | Beschreibung            | Standort                 | Kennzeichnung | Schutzstatus | Datum | Bild           |
| -------------- | ----------------------- | ------------------------ | ------------- | ------------ | ----- | -------------- |
| Kirche St-Rémi | aus dem 17. Jahrhundert | Place de l’Église (Lage) | PA00078438    | Classé       | 1971  | weitere Bilder |

## Liste der Objekte
| Bezeichnung               | Beschreibung | Standort                                        | Kennzeichnung | Schutzstatus | Datum | Bild |
| ------------------------- | --- | ----------------------------------------------- | ------------- | ------------ | ----- | ---- |
| Zelebrantenstuhl          | Holz, bemalt, zweite Hälfte des 18. Jahrhunderts | in der Kirche St-Rémi (Lage)                    | PM08000196    | Classé       | 1973  |      |
| Altarausstattung (1)      | Altarkreuz, vier Leuchter und zwei Kerzenständer; Bronze, versilbert, Anfang des 19. Jahrhunderts                                                                       | in der Kirche St-Rémi (Lage)                    | PM08000739    | Inscrit      | 1972  |      |
| Hauptaltar                | Altartisch und Retabel: Stein und Holz, farbig gefasst und vergoldet, marmor, Anfang des 19. Jahrhunderts; Gemälde Auferstehung Christi: Ölfarbe auf Leinwand, 1904 von | in der Kirche St-Rémi (Lage)                    | PM08000735    | Inscrit      | 1972  |      |
| Altarausstattung (2)      | vier Altarleuchter und zwei Vasen; Bronze, vergoldet, drittes Viertel des 19. Jahrhunderts                                                                              | in der Kirche St-Rémi (Lage)                    | PM08000737    | Inscrit      | 1972  |      |
| Konsoltisch               | Holz, bemalt, 18. Jahrhundert | in der Kirche St-Rémi (Lage)                    | PM08000195    | Classé       | 1973  |      |
| Remigiusaltar             | rechter Seitenaltar; Altartisch, Tabernakel und Retabel; Holz, farbig gefasst und vergoldet, Marmor, Anfang des 19. Jahrhunderts                                        | in der Kirche St-Rémi (Lage)                    | PM08000738    | Inscrit      | 1972  |      |
| Marienaltar               | linker Seitenaltar; Altartisch, Tabernakel und Retabel; Holz, farbig gefasst und vergoldet, Marmor, Anfang des 19. Jahrhunderts                                         | in der Kirche St-Rémi (Lage)                    | PM08000736    | Inscrit      | 1972  |      |
| Skulptur Madonna mit Kind | Stein, farbig gefasst, 16. Jahrhundert; aus der Kartause von Mont-Dieu                                                                                                  | in der Kapelle Notre-Dame-de-Consolation (Lage) | PM08000193    | Classé       | 1971  |      |
| Kredenz                   | Holz, bemalt, Marmor, 18. Jahrhundert | in der Kirche St-Rémi (Lage)                    | PM08000194    | Classé       | 1971  |      |